# Верелст, Питер

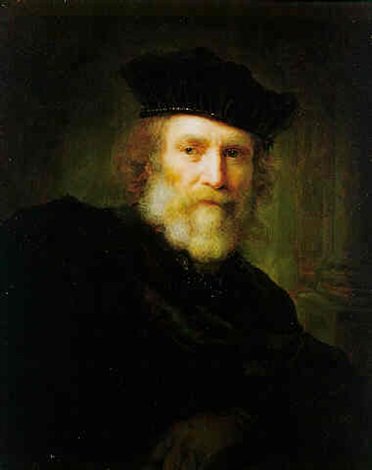
Портрет бородатого мужчины в берете

Питер Хермансз Верелст (Верельст) (нидерл. Pieter Hermansz Verelst; ок. 1618, Дордрехт — около 1678) — нидерландский живописец, ставший родоначальником династии художников.
Точные даты его жизни неизвестны. Установлено лишь, что он был учеником Якоба Кёйпа и Герарнда Доу и творил приблизительно в 1638—1671 годах. Состоял членом гильдии св. Луки в Дордрехте; в 1642 году переехал в Гаагу, где вступил в ту же гильдию, и в 1656 году стал одним из основателей гаагского братства художников нидерл. Confrerie Pictura. На протяжении всей своей жизни был беден и имел много долгов; около 1668 года был вынужден бежать от кредиторов. Остаток жизни предположительно провёл в Хульсте, Зеландия, где жил продажей своих картин и обучал пивоварению.
Рисовал натюрморты, жанровые сюжеты из жизни нидерландских крестьян в манере своего учителя Герарда Доу, а также портреты, в которых подражал Рембрандту. Его работы находились во многих коллекциях, в том числе в Дрезденской галерее («Греющийся старик», «Читающий старик» и «Мотальщица»), в музеях Берлинском («Швея») и Гарлемском («Семейная сцена»), а также в ряде частных собраний. Был первым учителем троих своих сыновей, впоследствии также ставших художниками: Германа (нидерл. Herman Verelst; 1641—1699), Симона (1644—1721) и Йогана (нидерл. Johannes Verelst, 1648—1734). Его внуками были художники Корнелис Верелст (1667—1737) и Мария Верелст (1680-1744).